# Trivalvaria casseabriae
Trivalvaria casseabriae là loài thực vật có hoa thuộc họ Na. Loài này được mô tả khoa học đầu tiên năm 2018.

## Từ nguyên
Tên gọi casseabriae bắt nguồn từ viết tắt tiếng Anh của Viện Nghiên cứu Đa dạng sinh học Đông Nam Á thuộc Viện Hàn lâm Khoa học Trung Quốc (Chinese Academy of Sciences-Southeast Asia Biodiversity Research Institute, CAS-SEABRI).

## Phân bố và môi trường sống
Loài này có tại bang Kachin ở miền bắc Myanmar.
Nó sinh sống trong tầng dưới tán của các khu rừng lá rộng miền núi nhiệt đới với các loài chi phối như Altingia excelsa, Dysoxylum, Garcinia, Elaeocarpus; ở độ cao 700–900 m.

## Đặc điểm
Cây bụi cao tới 1,5 m. Cành non có lông tơ, cành già nhẵn nhụi đến có lông tơ thưa thớt. Lá giống da, phía trên nhẵn, phía dưới lông tơ thưa thớt, hình mũi mác đến thuôn dài, 12,5-24,5 × 2,5-5,5 cm, đáy hình nêm đến tù, đỉnh nhọn đến có đuôi, gân giữa chìm phía trên, nổi rõ phía dưới, có lông tơ thưa thớt, gân bên 5-7 đôi, nhận chìm và khác biệt mờ nhạt phía trên, nổi rõ phía dưới, các gân nhỏ hơn mờ nổi không rõ bên dưới. Cuống lá dài 3–8 mm, đường kính 1–3 mm, có lông tơ. Hoa màu trắng, lưỡng tính hoặc hoa đực trên một cây, đường kính 14–20 mm, đơn độc hoặc thành cặp giữa các nách lá (ngoài nách), hiếm khi mọc trên cành già. Lá bắc 1-2, hình tam giác đến hình trứng-tam giác, 2-3 × 1–2 mm, có lông tơ đến lông tơ dày đặc mé ngoài. Cuống hoa 2–3 mm, có lông tơ. Lá đài 3 mỗi hoa, tự do hoặc đôi khi hợp sinh ngắn, hình trứng đến hình trứng rộng, 2-3,5 × 2–3 mm, có lông tơ bên ngoài, bên trong có lông tơ mịn và đỉnh nhọn đến tù, đáy thuôn tròn. Cánh hoa 6 mỗi hoa xếp thành 2 vòng, xếp lợp, lan rộng, gần đều, các cánh hoa ngoài hình elip đến hình trứng-elip, 6-10 × 4–5 mm, bên ngoài lông tơ thưa, bên trong lông tơ mịn, đáy thuôn tròn đến tù, đỉnh nhọn đến tù; các cánh hoa trong hình elip đến hình trứng-elip, 6-10 × 3–5 mm, bên ngoài lông tơ thưa, bên trong lông tơ mịn, đáy tròn đến tù, đỉnh nhọn. Nhị hoa nhiều, dài khoảng 2 mm, đỉnh giống hình khiên, đôi khi hình lưỡi ở vòng ngoài, nhẵn nhụi; đế hoa hình nón tam giác. Lá noãn 6-10 mỗi hoa, với đầu nhụy tròn, có lông tơ. Ra hoa tháng 5-7.
T. casseabriae là tương tự như T. argentea ở hình dạng lá, nhưng có thể phân biệt bằng kích thước hoa lớn hơn và các cánh hoa ngoài bằng các cánh hoa trong, kích thước 6–10 × 3–5 mm (so với 2 × 3 mm), dài 2–2,5 lần so với rộng, hình elip đến hình trứng-elip.